# Коадъютор
Коадъю́тор, епископ-коадъютор (Coadjutor) — католический титулярный епископ (то есть имеющий сан епископа, но не являющийся ординарием епархии), назначаемый Святым Престолом в определённую епархию для осуществления епископских функций наряду с епархиальным епископом с правом наследования епископской кафедры (ККП, канон 403 § 3).
В случае если епископ не в состоянии справляться со всеми обязанностями по управлению епархией, ему может быть назначен в помощь один или несколько викарных епископов (называемых также епископами-помощниками) или епископ-коадъютор. Причинами назначения вспомогательных епископов могут стать значительная территория епархии, делающая затруднительным исполнение епископских функций одним человеком, возраст и состояние здоровья правящего епископа и другое. Главное отличие епископа-коадъютора от викарных епископов — автоматическое наследование коадъютором кафедры; с момента, когда епископская кафедра становится вакантной, епископ-коадъютор без дополнительных указаний Святого Престола становится правящим епископом той епархии, в которую был назначен («Кодекс канонического права», канон 409 § 1).
Викарный епископ-помощник, помимо отсутствия права наследования епископской кафедры, обладает меньшим кругом полномочий, чем коадъютор. Кроме того, викарных епископов может быть несколько, коадъютор же в конкретной епархии может быть только единственным (что вытекает из права наследования кафедры). Как коадъютор, так и викарные епископы, после своего назначения становятся титулярными епископами, то есть получают условную титулярную кафедру, которая некогда существовала в Церкви, но ныне не существует.
Общие права и обязанности епископа-коадъютора определяются положениями Кодекса канонического права (каноны 403—411), более частные положения, касающиеся конкретного епископа-коадъютора определяет документ о его назначении. Непременной обязанностью является сотрудничество с епархиальным епископом во всём, что касается управления епархией, консультирование с ним по наиболее важным вопросам, исполнение епископских функций по указанию епархиального епископа и его замещения в его отсутствие. Правящий епархиальный епископ обязан отдавать предпочтение епископу-коадъютору перед викарными епископами (в случае их наличия) при необходимости делегирования полномочий особой важности.